# Hôtel de Roquelaure
El hôtel de Roquelaure es un hôtel particulier ubicada en el distrito 7 de París, en el n . Bulevar Saint-Germain. Construido a principios del siglo XVIII como residencia del mariscal de Roquelaure, cuyo nombre conserva, actualmente alberga el gabinete ministerial del Ministerio para la Transición Ecológica, cuya administración central se encuentra en La Défense, en la torre Séquoia y el muro sur del Gran Arco. Todas sus fachadas y cubiertas, así como su puerta, el suelo del patio principal y su jardín, están clasificados como monumentos históricos desde el 29 de abril de 1961.

## Historia

### La construcción del aristocrático hotel del Maréchal de Roquelaure

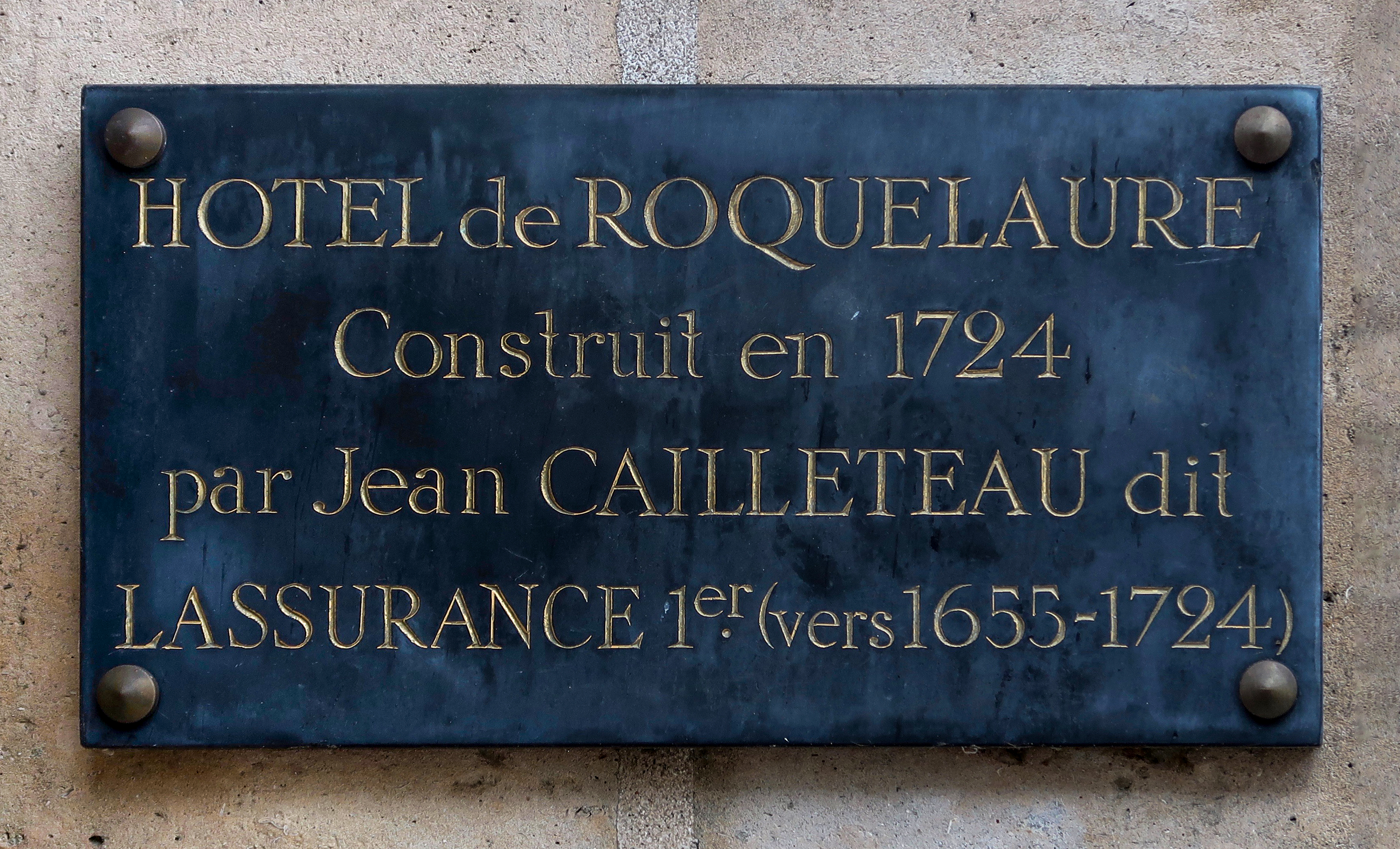
Placa en frente del hotel.

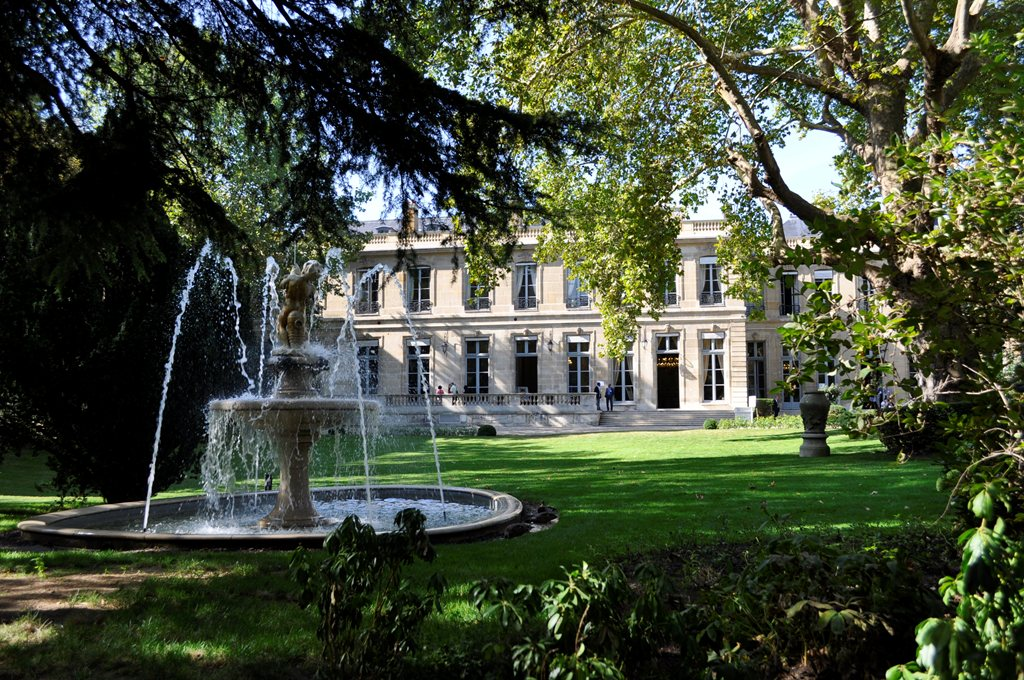
El Hôtel de Roquelaure (fachada del jardín).

Como todo el Faubourg Saint-Germain, el solar sobre el que se levanta el hotel Roquelaure es anterior a la segunda mitad del siglo XVII un conjunto de campos cultivados, regularmente inundados por las crecidas del Sena. Perteneció a la Abadía de Saint-Germain-des-Prés hasta mediados del siglo XVI, y luego lleva una modesta construcción que, perteneciente a un señor protestante, es objeto de combate y es destruida durante las guerras de religión. A finales del XVII XVII y principios del siglo XVIII, el suburbio se transformó rápidamente y se convirtió en el lugar privilegiado de la construcción noble, antes concentrada en el Marais . La disponibilidad de grandes terrenos sin urbanizar, la proximidad del camino a Versalles, la derogación de los edictos reales que prohibían la construcción en este espacio anteriormente en la periferia de París, decidieron a la aristocracia a instalarse allí.
La construcción del Hotel de Roquelaure forma parte de este vigoroso movimiento de construcción de residencias aristocráticas en el arrabal, y del desplazamiento geográfico de la nobleza hacia el oeste de la ciudad. A finales XVII, el terreno pertenecía a Claude de Sève, quien hizo construir allí un primer edificio, conocido como el Hôtel de Villetaneuse, que lleva el nombre de su marido. Enriquecido por los favores del rey tras sus victorias durante la guerra de Camisard, Antoine-Gaston de Roquelaure adquirió el hotel en 1709 para transformarlo en una suntuosa residencia urbana, comprando también el terreno colindante occidental en 1711. En 1722 encomendó al empresario Jean Moreau la tarea de construir un nuevo hotel. El arquitecto a cargo no está establecido con certeza ; la mansión pudo haber sido de Pierre Cailleteau o de su hijo, Jean Cailleteau, el sitio fue completado por Jean-Baptiste Leroux a principios de la década de 1730. La historiografía tiende por uso a atribuirlo a Pierre ; el arquitecto trabajó a principios de la década de 1720 en el cercano Palais Bourbon, y su muerte en 1724 aún puede explicar el cambio de arquitecto del sitio de Roquelaure.
Un conjunto de cuatro proyectos conservados, que datan de 1722, muestra la dimensión pragmática de la construcción de una residencia urbana en París en el  siglo XVIII. El arquitecto debió adaptar un modelo canónico, el del hôtel particulier entre patio y jardín, a las necesidades de la casa aristocrática, a las irregularidades del solar y por economía, a las edificaciones que ya lo ocupan. El padre o el hijo de Cailleteau debieron aquí acomodar los diferentes terrenos adquiridos por Roquelaure, la distinción social que este último, nombrado Mariscal de Francia en 1724, quiere expresar con su residencia en el barrio noble de París, el Hôtel de Villetaneuse construido en el sitio. A partir de la obra estructural de este último hotel (en negro en los proyectos), el arquitecto esboza varias soluciones para añadir nuevos edificios (en rojo) según estos criterios.

Projets de Cailleteau pour l'hôtel de Roquelaure (1722)
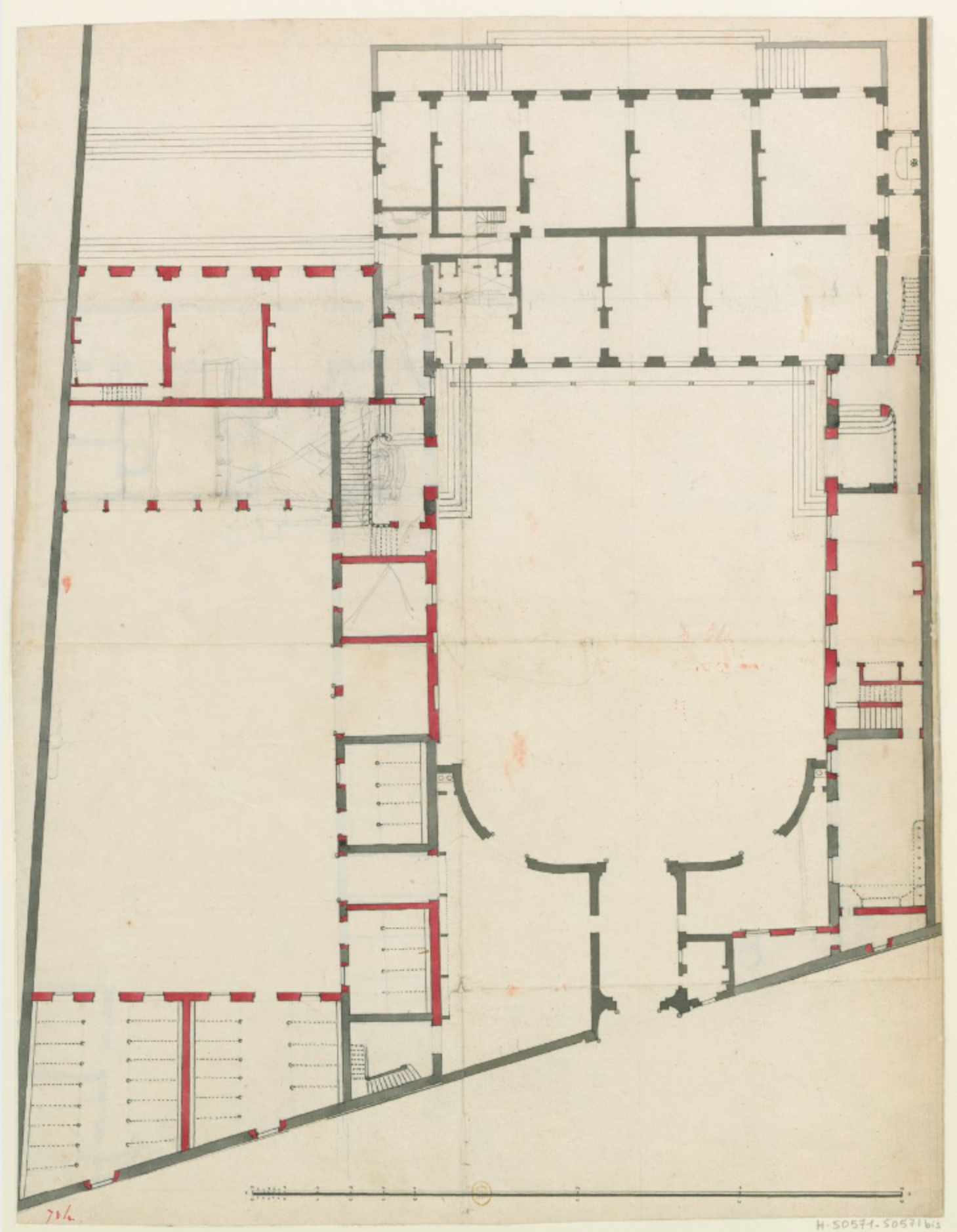
Proyecto primera planta baja : el caparazón del anterior Hôtel de Villetaneuse se ha conservado en gran parte, las extensiones (en rojo) son modestas.
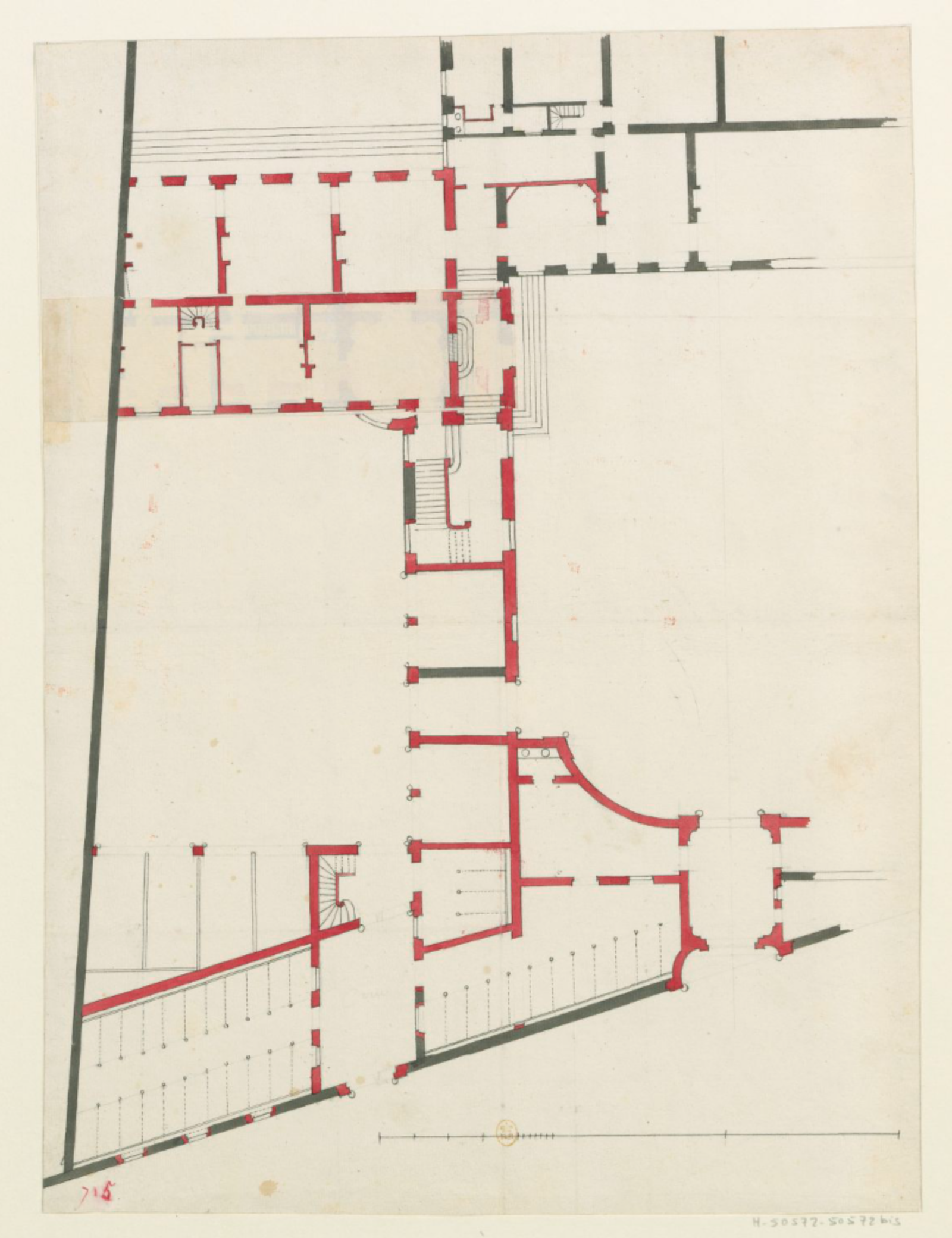
Variante del primer borrador : se desarrolla un ala oeste, en un terreno previamente separado del hotel.
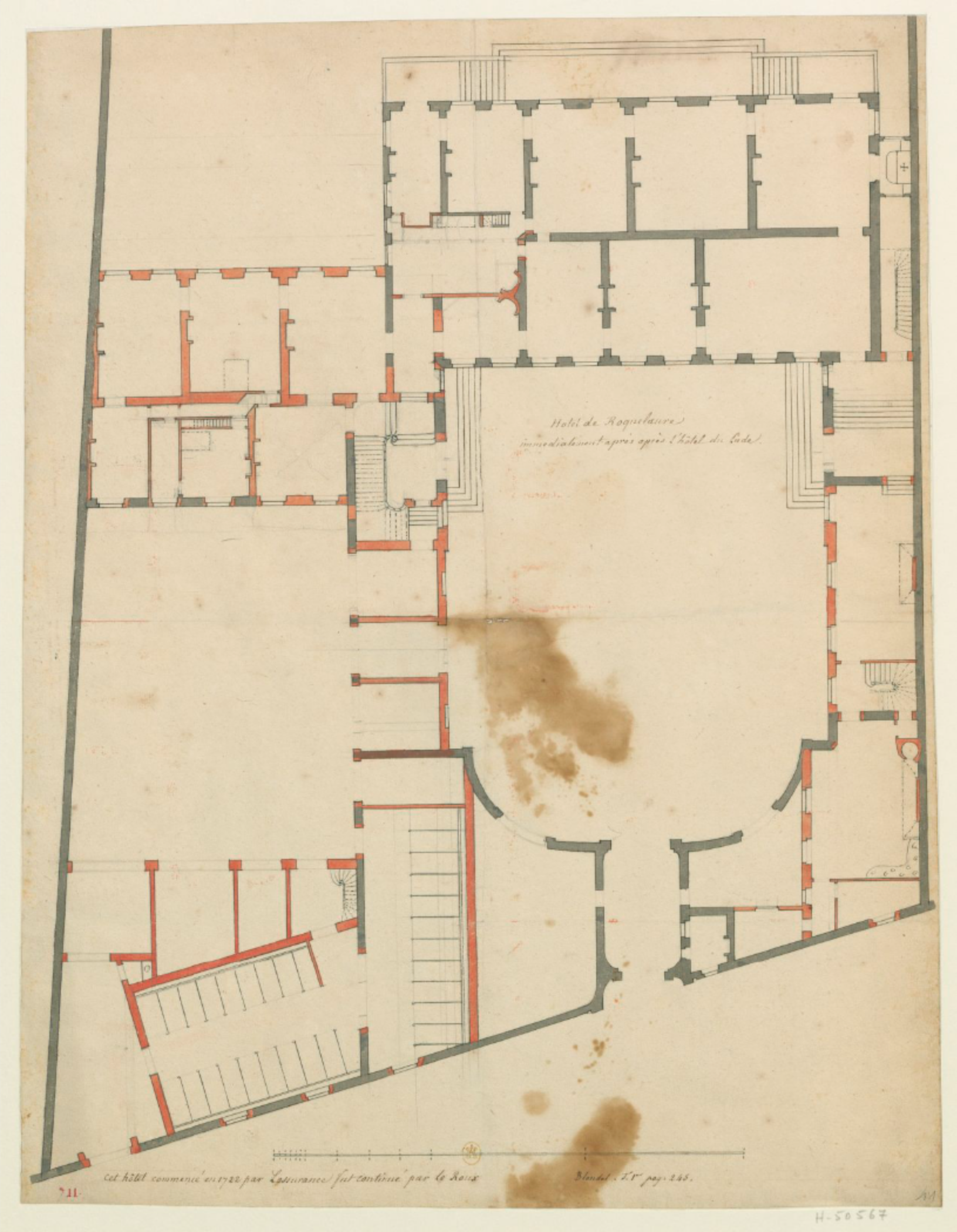
Proyecto segunda planta baja ; el ala oeste se modifica para convertirse en el edificio principal
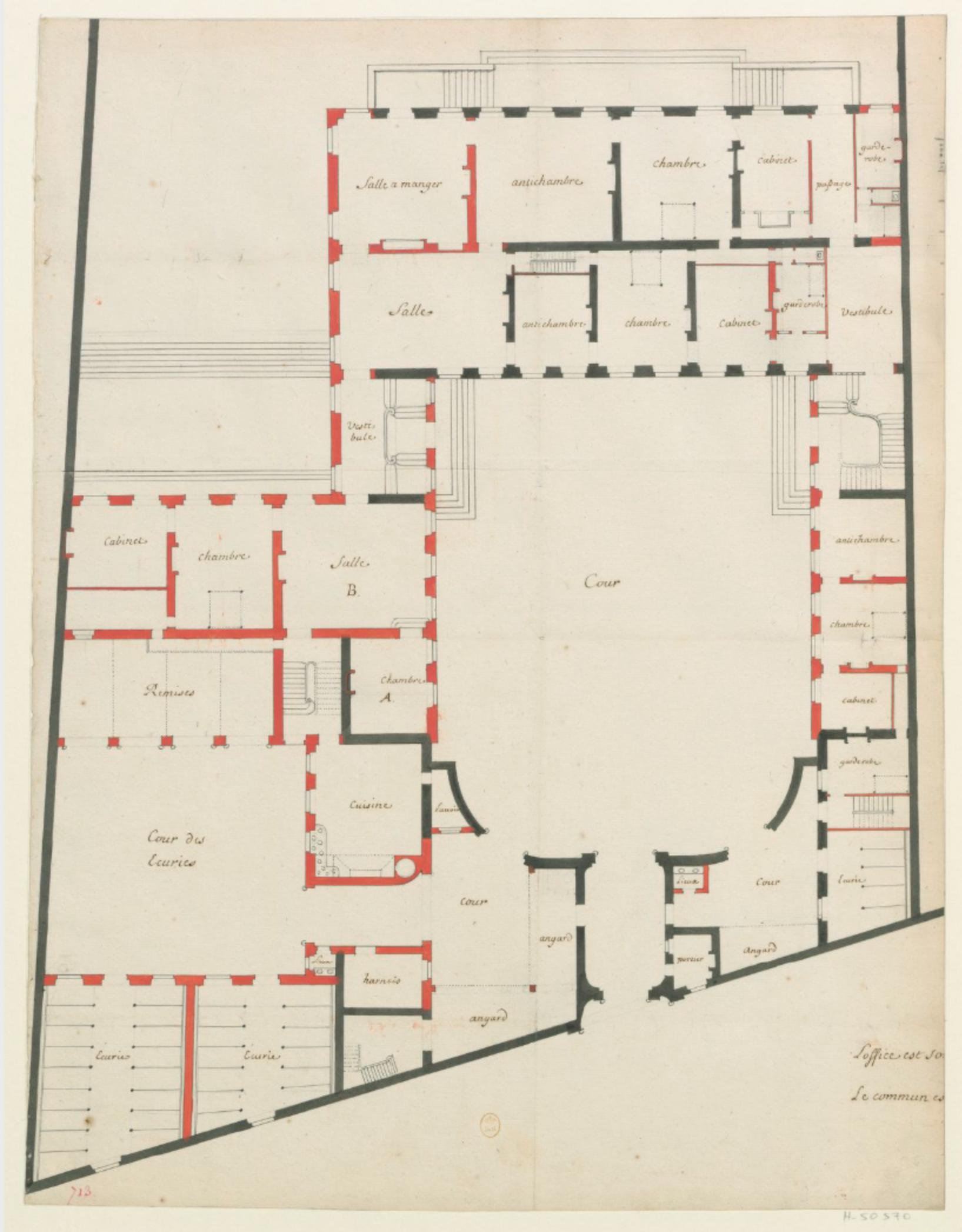
Proyecto tercera planta baja ; el edificio ha sido ampliamente rediseñado, dividido entre una fachada este que da al jardín que comprende las salas ceremoniales y un ala oeste, profundamente retranqueada, que incluye las salas privadas. Los establos dan aquí directamente en la calle.
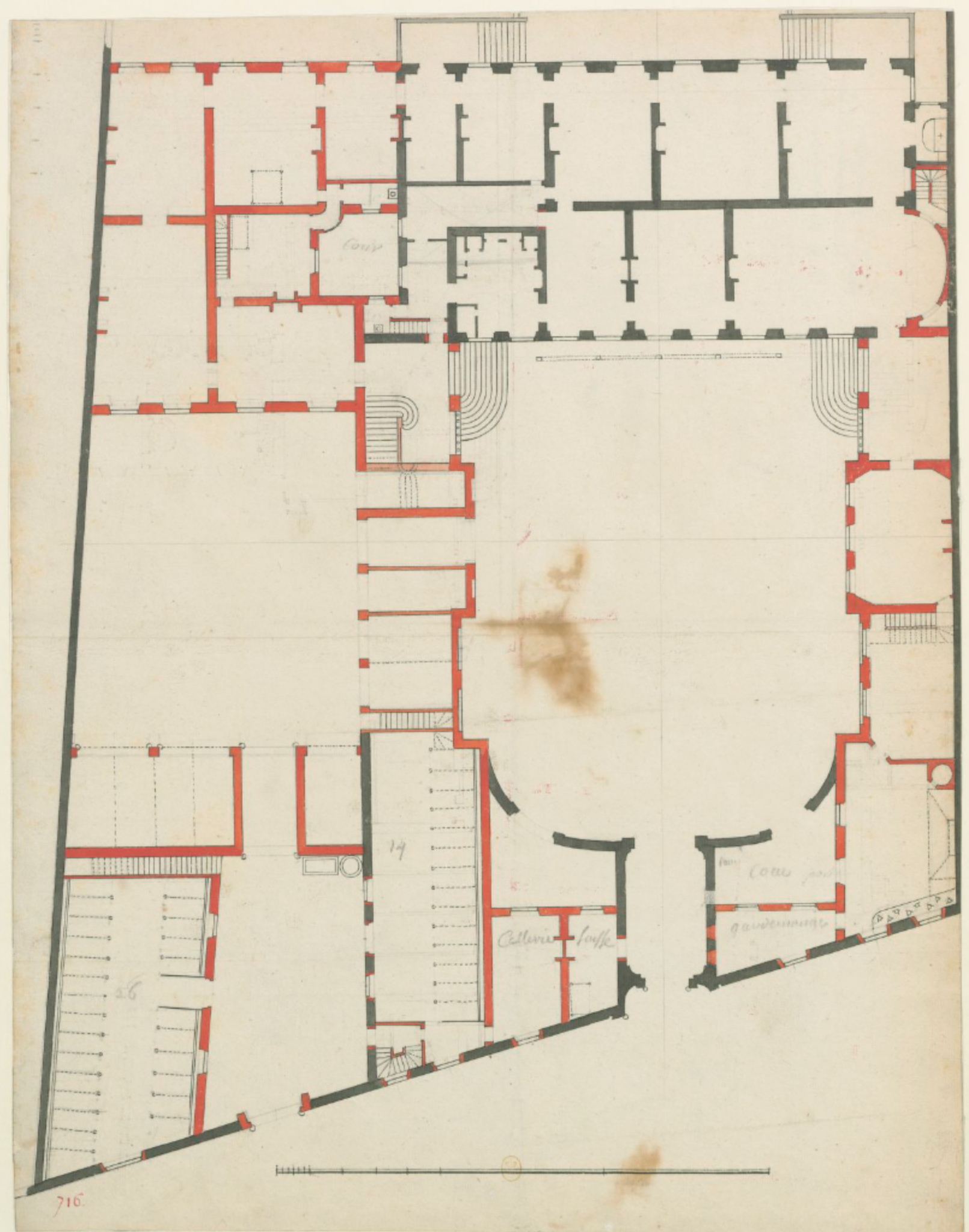
Proyecto de cuarta planta baja, de nuevo modificando profundamente el hotel. El ala oeste se proyecta sobre el jardín formando una única fachada uniforme.
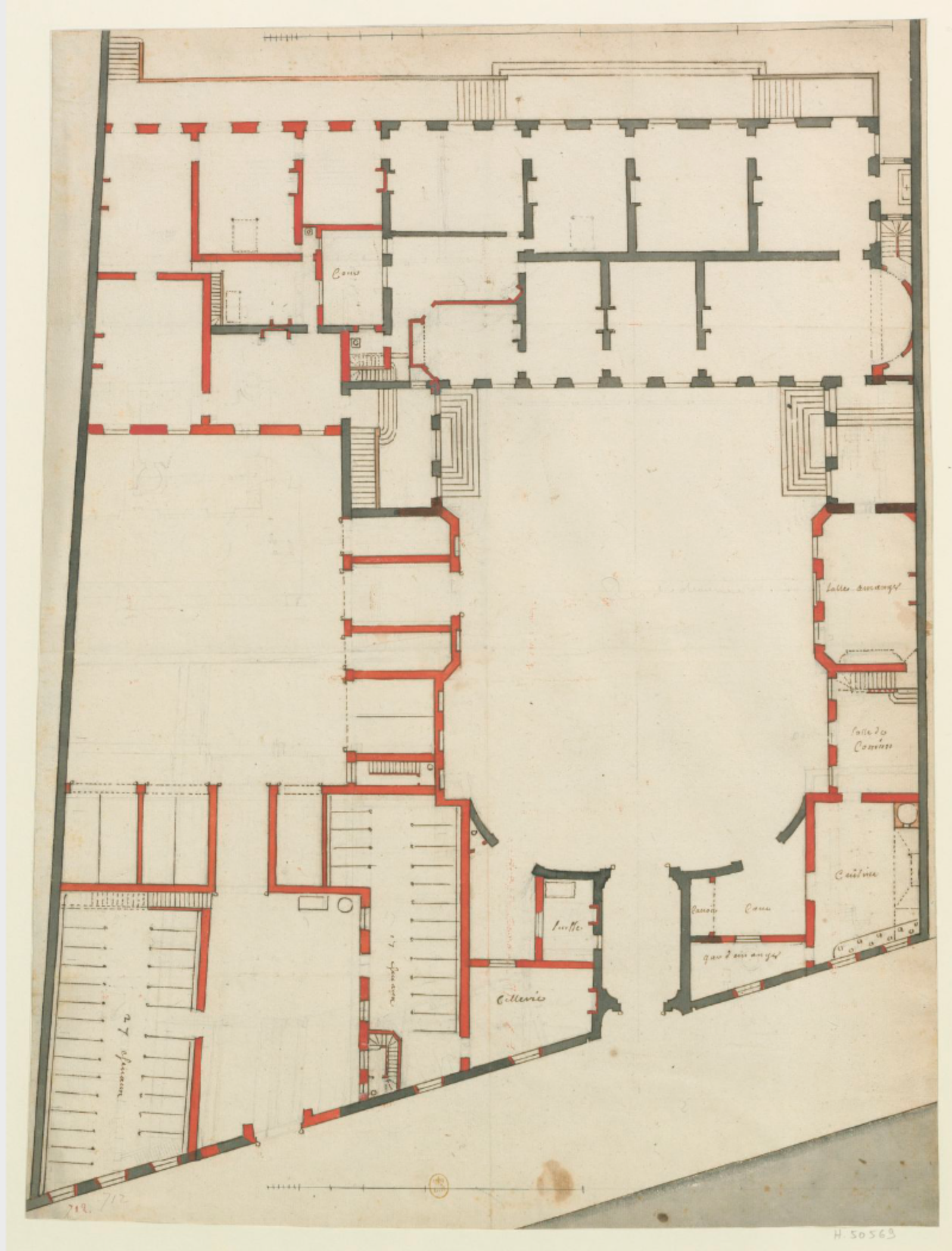
Una variante del proyecto de la cuarta planta baja modifica ligeramente la distribución de las habitaciones y refuerza aún más la uniformidad de la fachada que da al jardín al extender los escalones hacia el extremo oeste.

Finalmente se prefiere una variante del primer proyecto, del propio Cailleteau o de Leroux, que le sucede en el lugar. Así reconstruido, se ajusta a la organización entre patio y jardín, el modelo más habitual de las mansiones privadas, nuevamente reafirmado con fuerza a principios del siglo XVIII por los alumnos de Jules-Hardouin Mansart  del que Pierre Cailleteau es miembro. El doble edificio principal, separado de la calle por un patio principal flanqueado a ambos lados por establos y dependencias, muestra la permanencia de una concepción aristocrática de la residencia urbana en este nuevo distrito: los lugares de vida se preservan cuidadosamente de la indiscreción y el bullicio de la calle. La pequeña ala oeste, introducida por Cailleteau y retranqueada en el jardín, permite albergar las estancias más íntimas de forma aún más secreta. Como muchos hoteles entre patio y jardín, la asimetría de los ejes centrales de las dos fachadas es uno de los rasgos comunes de las mansiones privadas de la época moderna, sus adaptaciones muestran la habilidad del arquitecto para encajar el modelo en las contingencias del terreno y las necesidades. Las dos fachadas del edificio principal son asimétricas debido a la irregularidad del solar ya la importancia de las dependencias. La fachada del jardín es así mucho más grande que la que da al patio, que entonces no tiene el mismo aspecto que tiene hoy: desprovisto de un pórtico central, está flanqueado por dos pabellones salientes, luego ocultos por la elevación de un nivel de las dependencias.

### El “Hotel Molé ”
Cuando Roquelaure murió en 1738, sus dos hijas se disputaron su  herencia, que finalmente fue vendido en 1740 a Mathieu-François Molé, presidente de mortero del Parlamento de París El hotel, que luego se convirtió en Hôtel Molé, pasó de la nobleza de la espada a la nobleza de la túnica. Perdió así su apariencia mundana y adquierioimportancia política. Actor en la lucha de los Parlamentos contra el poder real, Molé está en el centro de los conflictos de poder que marcan el reinado de Luis XV. Primer presidente de las Cortes en 1757, se trasladó a Palacio de la Cité y alquilo el hotel al embajador español. Cuando dimitió en 1764, volvió al hotel y vivió allí hasta su muerte en 1793. En fecha incierta de la segunda mitad del siglo XVIII mandó construir la escalinata central de la fachada del patio.
Durante la Revolución Francesa, aún pertenecía a la familia Molé . Édouard-François Molé, hijo de Mathieu-François, emigró en 1789, regresó en 1791 para evitar la confiscación de sus bienes. Encarcelado varias veces, mantenido bajo vigilancia en el hotel, fue condenado por el Tribunal Revolucionario y guillotinado en20 avril 179420 de abril de 1794. La familia Molé, incluido Mathieu Molé, fue expulsada unos días después. El hotel, declarado bien nacional, se adjudica el 6 de mayo de 1794 a la Comisión de Agricultura y las Artes por el Comité de Seguridad Pública . Entre julio de 1795 y mayo de 1794, la Comisión lo abandona paulatinamente, y es devuelto a la Madame de Molé por las disposiciones de la Convención hacia los supervivientes de los condenados durante la reacción termidoriana . Las decoraciones del frontón del patio fueron destruidas durante este período entre el siglo XX XIX y principios del XX. Se ha argumentado a menudo que el hotel se transformó luego en un asilo para costrosos y sarnosos lo más probable es que sea una leyenda, la comparación de las fechas de desamortización, cesión y restitución no deja lugar a dudas sobre las actividades que albergó. Restaurado, paso a la segunda hija de la M Molé, que la alquila, sin vivir nunca en ella.
Lo vendió, en 1808, a Jean-Jacques-Régis de Cambacérès, que lo convirtió en residencia ceremonial. En la medida en que era entonces parte integrante del poder político y del simbolismo imperial, se convirtió en un palacio, cuyo gran edificio principal permitía celebrar suntuosas recepciones y recibir distinguidos invitados extranjeros, a los que Cambacérès acogía en la plaza de Napoleón. Las fiestas que se daban en Roquelaure se hicieron famosas por su esplendor y su delicadeza gastronómica. En consecuencia, el archicanciller hizo renovar completamente los interiores y adquirió el Hôtel de Lesdiguières-Sully, contiguo, que había vinculado al de Roquelaure y que servía de residencia a su hermano Étienne Hubert de Cambacérès.

### Del hotel aristocrático al hotel ministerial
Durante la Restauración, el hotel fue vendido por Cambacérès en el exilio en Bélgica a la duquesa de Orleans, viuda de Philippe-Égalité . A su muerte en 1821, su hijo Louis-Philippe y su hija Adelaïde heredaron el hotel y, sin vivir nunca en él, lo intercambiaron con el gobierno por parte del bosque real de Bondy. El hôtel de Roquelaure, así como el pequeño hôtel de Lesdiguières-Sully ahora vinculado al anterior, perdieron su función original como residencia ceremonial aristocrática, para albergar administraciones públicas que se adornan con la dignidad simbólica del lugar. Se integran en éste en el movimiento de traslado de la simbología nobiliaria y real a las instituciones republicanas en el siglo XIX, como tantas otras casonas que albergan ministerios, asambleas y administraciones. Bajo el gobierno de Carlos X, el edificio albergaría los preciosos muebles y joyas de la monarquía, siendo el Hôtel de Lesdiguières-Sully el depósito de los archivos reales. A partir de 1832, el gobierno de la Monarquía de Julio lo asignó al Consejo de Estado, siendo utilizado para reunir en un solo lugar a los cuatro Comités del Consejo, los procedimientos públicos de las sesiones de la Asamblea General para las controversias. Sin embargo, los comités nunca llegan aquí, que en última instancia solo se utilizó para asambleas. El Presidente del Consejo de Estado reside en el primer piso, y el Secretario General en el Hôtel de Lesdiguidières-Sully.
Ya en 1836 surgió la idea de reunir todos los departamentos del Ministerio de Obras Públicas en el Hôtel de Roquelaure. Estaba entonces disperso entre varios edificios de París, aunque el desarrollo de sus habilidades, marcado por la construcción de las primeras líneas ferroviarias que suscitó un vivo debate entre 1838 y 1842, hizo preferible centralizar su administración. El 10 de septiembre de 1839, una ordenanza asigna "el antiguo Hôtel Molé" al Ministerio de Obras Públicas, el Consejo de Estado se traslada al Palais d'Orsay en 1840. Fue restaurado y acondicionado para su nueva función por Félix Duban La necesidad de reunir una gran administración en un solo lugar llevó al arquitecto a destruir las dependencias de las fachadas de la rue Saint-Dominique para levantar un edificio de tres plantas, que hoy ya no existe. Duban todavía reemplaza los grandes establos con un ala oeste simétrica a las dependencias del este. El ministerio se instaló durante el año 1841, al finalizar la obra.
Desde 1839, ha conservado una función ministerial. El Ministerio de Obras Públicas pasó a ser Ministerio de Equipamiento en 1857, y en 2007, Ministerio de Ecología y Desarrollo Sostenible, rebautizado en 2017 como Ministerio de Transición Ecológica e Inclusiva.
Un nuevo conjunto de modificaciones modificaron su organización entre 1861 y 1880. Entre 1861 y 1866, las dos alas del patio se elevaron un nivel, enmascarando los dos pabellones que originalmente flanqueaban la fachada del patio. La balaustrada, que anteriormente bordeaba una terraza, aún se ve como un balcón que recorre el primer piso. En 1880, la apertura del Boulevard Saint-Germain realineó los edificios que antes daban a la Rue Saint-Dominique y provocó la destrucción de los edificios construidos por Duban . Un nuevo conjunto arquitectónico sustituye a éste, formado por un entresuelo elevado y dos plantas que dan al bulevar.
El hotel Le Play, se encuentra junto al Hotel de Roquelaure, y  fue construido en la década de 1860 por la pareja Durand-Fornas en un terreno que había pertenecido al mariscal Kellermann. Fue vendido al senador Albert Le Play (hijo de Pierre Guillaume Frédéric Le Play ) en agosto de 1896. Fue arrendado por el Estado en 1943, y luego comprado a raíz de una expropiación por utilidad pública pronunciada el 17 de febrero de 1947 para convertirlo en un anexo del Ministerio de Equipamiento. En 2012 fue sede del despacho del Ministro Delegado para la Ciudad, en 2015 del Secretario de Estado de Comercio Exterior, en 2016 el de Familia, Primera Infancia y Derechos de la Mujer y en 2017 la del Ministro al Ministro de Estado, Ministro para la Transición Ecológica e Inclusiva, encargado de Transportes.

## Homónimo
El mapa de París de Vassalieu, elaborado en 1609, nombró hostel de Roquelor al palacio real, más tarde conocido como Hôtel Saint-Pol, en el distrito de Marais.